# Reloj mecánico

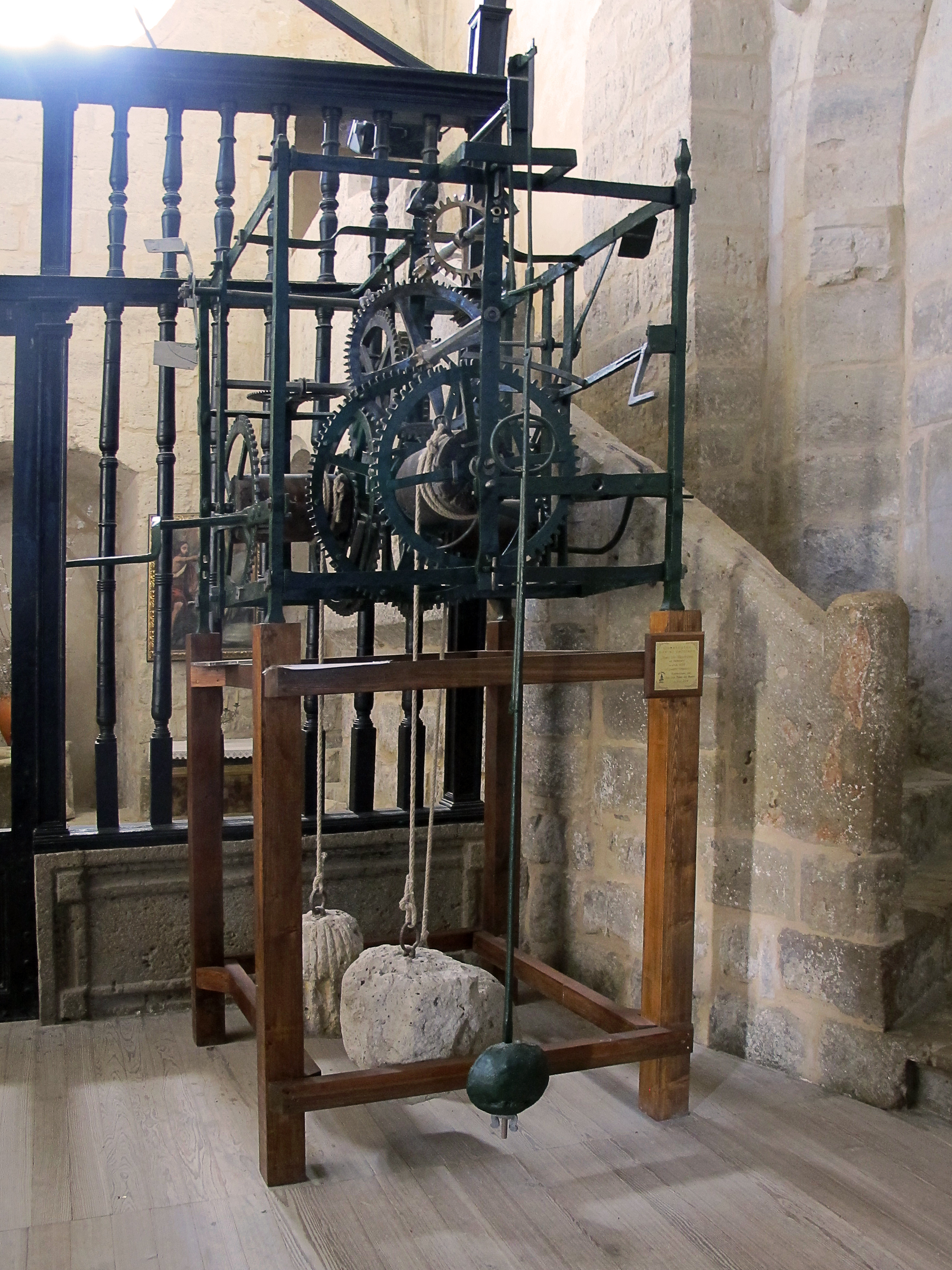
Maquinaria del reloj de la torre de la colegiata de San Miguel de Ampudia, fechado en 1636.

Un reloj mecánico es un tipo de reloj que utiliza un procedimiento mecánico para medir el paso del tiempo, distinguiéndose de aquellos que miden el tiempo a partir de un fenómeno natural mensurable (como los relojes de sol, las clepsidras, o los relojes basados en la oscilación del cuarzo, que además incorporan componentes electrónicos).
Técnicamente hablando, la maquinaria que está en el interior de un reloj se llama calibre, y es producto del diseño relojero. La parte externa y sus ornamentos (llamada caja) pueden ser considerados más bien un producto de la joyería, de manera que algunas marcas de relojes diseñan el parte externa y montan calibres internos de otras manufactureras diferentes.

## Principios básicos

Mecanismo básico de escape, en este caso de un reloj cuyo péndulo hace de oscilador

En su diseño simplificado, un mecanismo de relojería mecánico se compone de tres elementos mínimos: un motor, un rodaje y un órgano regulador. Los dos últimos elementos deben estar unidos por un escape.
- El motor suele ser un muelle o resorte (también llamado resorte principal) que acumula energía. Normalmente es una lámina de metal que se enrolla sobre sí misma, acumulando la energía que hace moverse a todo el mecanismo. Al proceso de enrollar el muelle se le llama dar cuerda, o más propiamente, remontuar, algo que en los relojes mecánicos más simples debe hacerse periódicamente.

- El motor transmite su energía a un tren de rodaje o conjunto de ruedas que descomponen esa energía acumulada. A los ejes de esas ruedas irán unidas las agujas (o más propiamente, las manecillas) que desde el exterior del mecanismo permiten consultar la hora en una esfera. Las ruedas giran de manera solidaria, de manera que la rueda de las horas da una vuelta completa cada doce horas, y al hacerlo hace girar la de los minutos una vez cada hora, que a su vez hace girar la de los segundos una vez cada minuto. La perfecta coordinación entre las agujas se consigue mediante el estudio de los radios y la medición de los dientes de cada engranaje.

- El tercer elemento es el oscilador o regulador. Se encuentra en el otro extremo del tren de rodaje, y sirve para contener y dosificar la energía liberada por el motor. De no existir el oscilador y el escape que lo une al tren de rodaje, toda la energía acumulada se descargaría sin control. Para evitar eso, es necesario dosificar esa descarga, y de eso se encarga el oscilador, un elemento que funciona de manera alterna (normalmente mediante un giro) y que acciona el escape, que a su vez libera el tren de rodaje para que avance un poco con cada movimiento del oscilador, haciendo girar así las manecillas del reloj hacia adelante con velocidad constante. Ese mecanismo (oscilador y escape) es lo que produce el característico "tic-tac" de todos los relojes mecánicos.

Sobre ese esquema básico cada reloj puede incorporar otras funciones (llamadas en relojería complicaciones), como marcar el día del mes o de la semana, o el año, o las fases lunares, subdividir los segundos o hacer sonar una alarma o melodía. Asimismo, cada calibre puede introducir mejoras técnicas, como sistemas antichoque (como el incabloc), sistemas contra el rozamiento, mecanismos para compensar el movimiento del usuario o parar o cargarse de energía con el movimiento del usuario. Hay incluso mecanismos que permiten remontuar un reloj mediante los cambios de temperatura ambiente, como el modelo Atmos.

## Características técnicas generales
Estos relojes evolucionaron en Europa en el siglo XVII de los relojes accionados por resortes, que aparecieron en el siglo XV. Desde el punto de vista técnico, la relojería mecánica debe su capacidad para medir el tiempo a la invención del mecanismo de escape. A partir del funcionamiento de los grandes relojes de fachada, situados en campanarios y fachadas, y mediante los avances progresivos en materia de micromecánica, se fueron reduciendo los tamaños, hasta llegar a los relojes de pulsera.
El funcionamiento de un reloj mecánico está sometido al rozamiento de todas sus piezas, al desgaste de las mismas, a la pérdida de lubricación, a las variaciones de temperatura y humedad, a su vulnerabilidad a los golpes o al movimiento de quien en su caso lo porta, por lo que su precisión es variable, si bien fueron la principal forma de medir el tiempo hasta la aparición en los años 70 de los relojes de cuarzo, basados en la tecnología electrónica, y que son mucho más exactos. Los relojes mecánicos, por esa razón, necesitan un mantenimiento periódico, que si se realiza adecuadamente puede prolongar su vida por décadas, y en los más resistentes y mejor diseñados, por siglos.

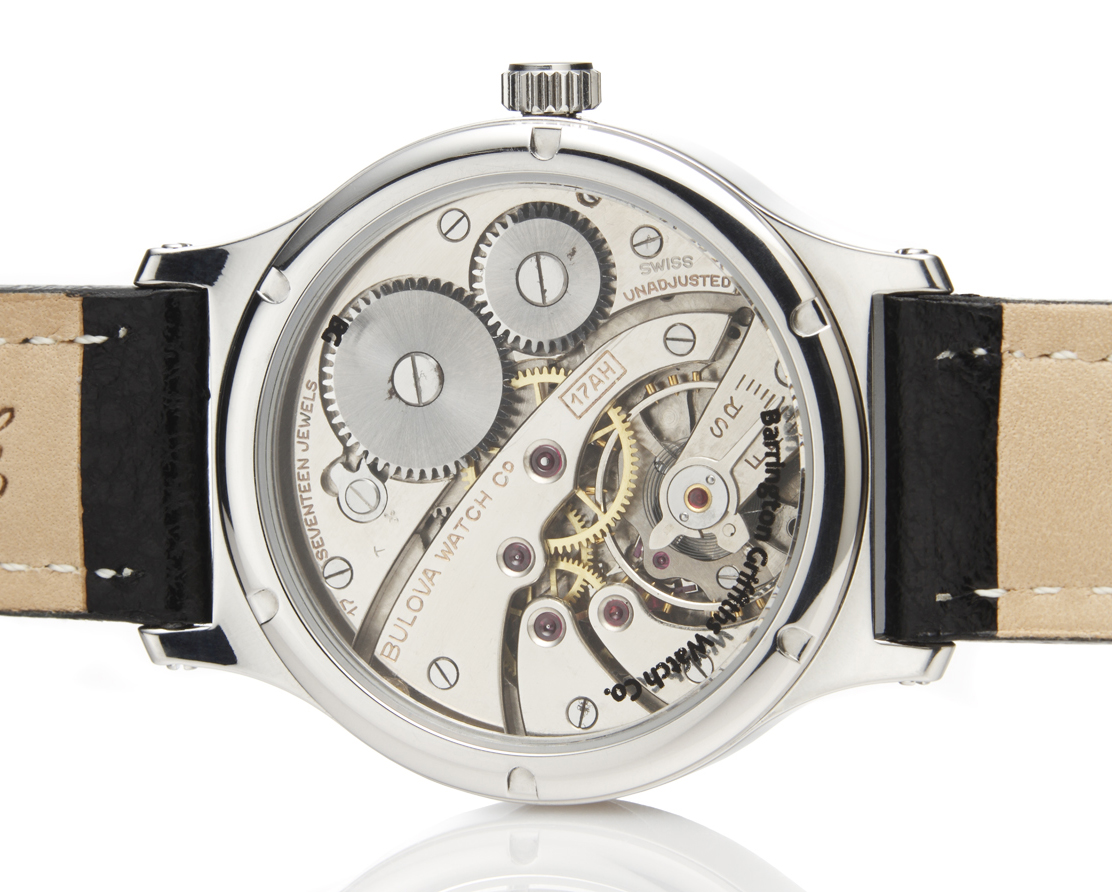
Reloj de pulsera mecánico

A pesar de las desventajas en precisión y delicadeza siguen usándose por razones estéticas, sentimentales o de estatus asociadas a su mecanismo o su diseño interior o exterior. Suelen tener un precio mayor a un reloj de calibre electrónico equivalente, si bien muchos relojes mecánicos de fabricación actual pueden tener precios inferiores al de un reloj digital.
Hoy en día se siguen fabricando relojes mecánicos, si bien en menor cantidad que antes de la introducción del cuarzo, y se continúan patentando innovaciones y complicaciones mecánicas. Una de las empresas más reconocidas que se dedican a la manufactura de calibres es ETA. Algunas marcas de lujo como Rolex fabrican sus propios calibres, y existen manufactureros más populares, como Seiko, Orient o Raketa, que fabrican relojes muy precisos a precios más bajos.

## Funcionamiento y partes
El funcionamiento del reloj es sencillo. Manualmente se da cuerda al reloj y el resorte principal del barrilete se enrosca almacenando energía potencial. A través del tren de engranajes se transmite la energía del resorte principal hasta llegar al oscilador. La rueda E gira pero de forma controlada ya que otra fuerza del espiral del oscilador hace que al ser empujado hacia un extremo este reaccione ejerciendo una fuerza contraria, se consigue que el ancora oscile dejando pasar un diente de E cada dos alternancias.
Podemos examinar estas cinco partes:
1. Energía (del barrilete B)
2. Ruedas o engranajes (B C T F y E)
3. Escape (pieza en contacto con E)
4. Regulador (rueda con resorte muy delgado que oscila)
5. Dial (que permite ver la hora)

Las piezas esenciales del mecanismo pueden observarse en la imagen a continuación:

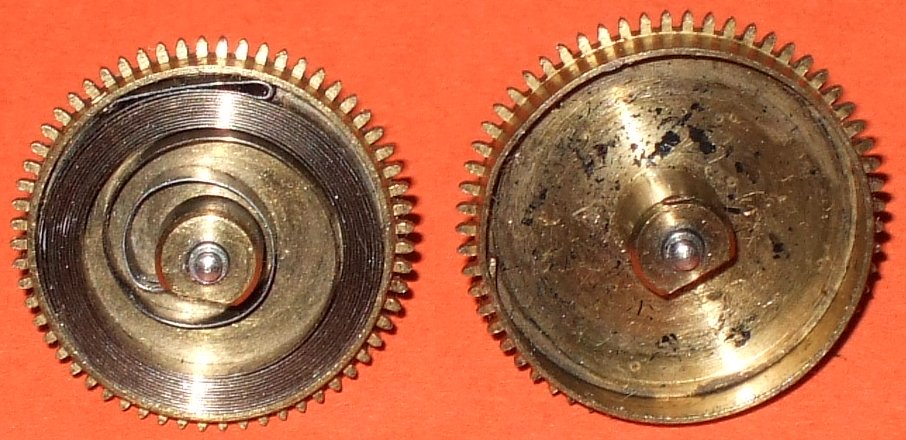
Barrilete

- Barrilete o cubo: Letra B en la figura, es una caja circular que contiene el resorte motor, cuerda o resorte principal, que es una lámina de metal dentro del barrilete enrollada en forma de espiral. Un extremo llamado ojete se engancha en el eje del tambor del barrilete. El otro extremo se llama brida y va sujeto a una parte interior del tambor. El cubo tiene tres partes: el tambor que contiene un engranaje solidario a él, una tapa que cubre el resorte y un eje. Su función es dar energía al reloj a través del resorte principal usando el engranaje fijo al barrilete.
- Tren de rodaje: Son todos los engranajes principales involucrados en el reloj, desde el solidario al barrilete B hasta la rueda de escape E. Los engranajes tienen piñones al centro fijos a estos. Por lo tanto, si se mueve el engranaje C también lo hace el piñón c. Su función es aumentar el número de revoluciones por unidad de tiempo desde el barrilete que gira muy lentamente hasta los engranajes de minutos y segundos. También permitirá a través de un diseño inteligente de dientes de engranajes que cada uno gire una vuelta completa en una hora (mostrando los minutos).

1. Barrilete o rueda primera: Designado con la letra B
2. Centro o rueda segunda: Etiquetado con la letra C, es la rueda de los minutos. Normalmente la aguja que marca los minutos se ubica en el centro de este engranaje. Da una vuelta completa en 60 minutos.
3. Rueda tercera: Designada con la letra T, su función es cambiar el sentido de giro. Si esta rueda no existiera la aguja de los minutos giraría en un sentido y el de los segundos en el contrario. También es necesaria para conseguir las 3600 vueltas de la última rueda de escape E.
4. Cuarta rueda: Designada con la letra F. Habitualmente mide los segundos.
5. Rueda de escape: Es el último engranaje, y está en contacto con el oscilador.

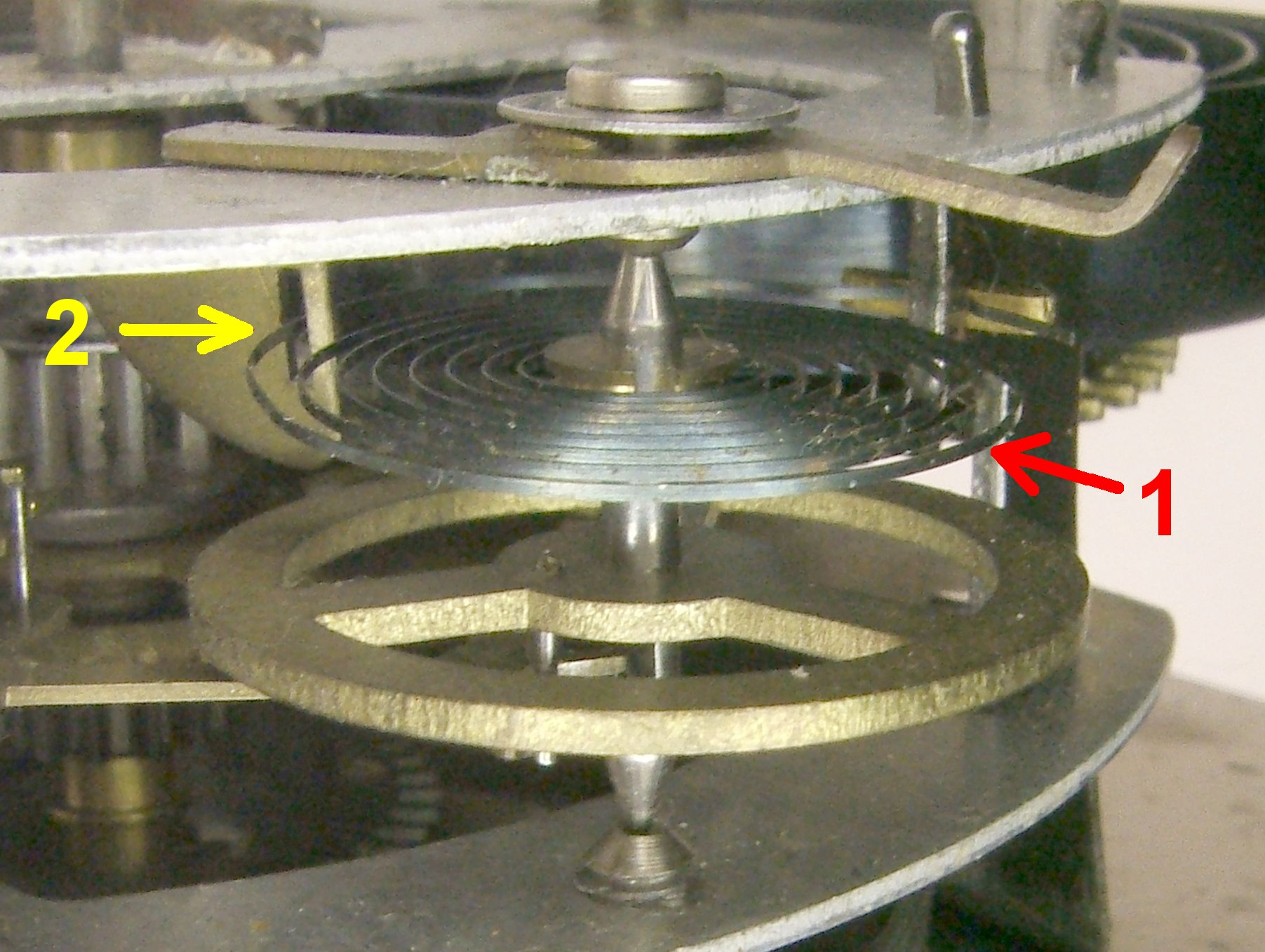
Rueda del balancín; 1 = espiral; 2 = regulador
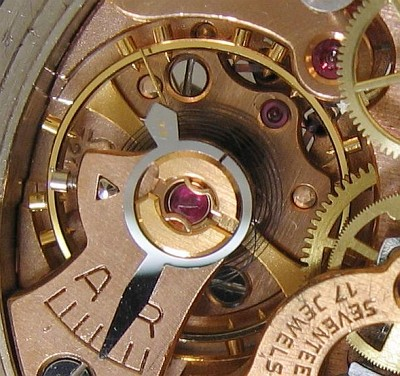
Rueda del balancín y espiral
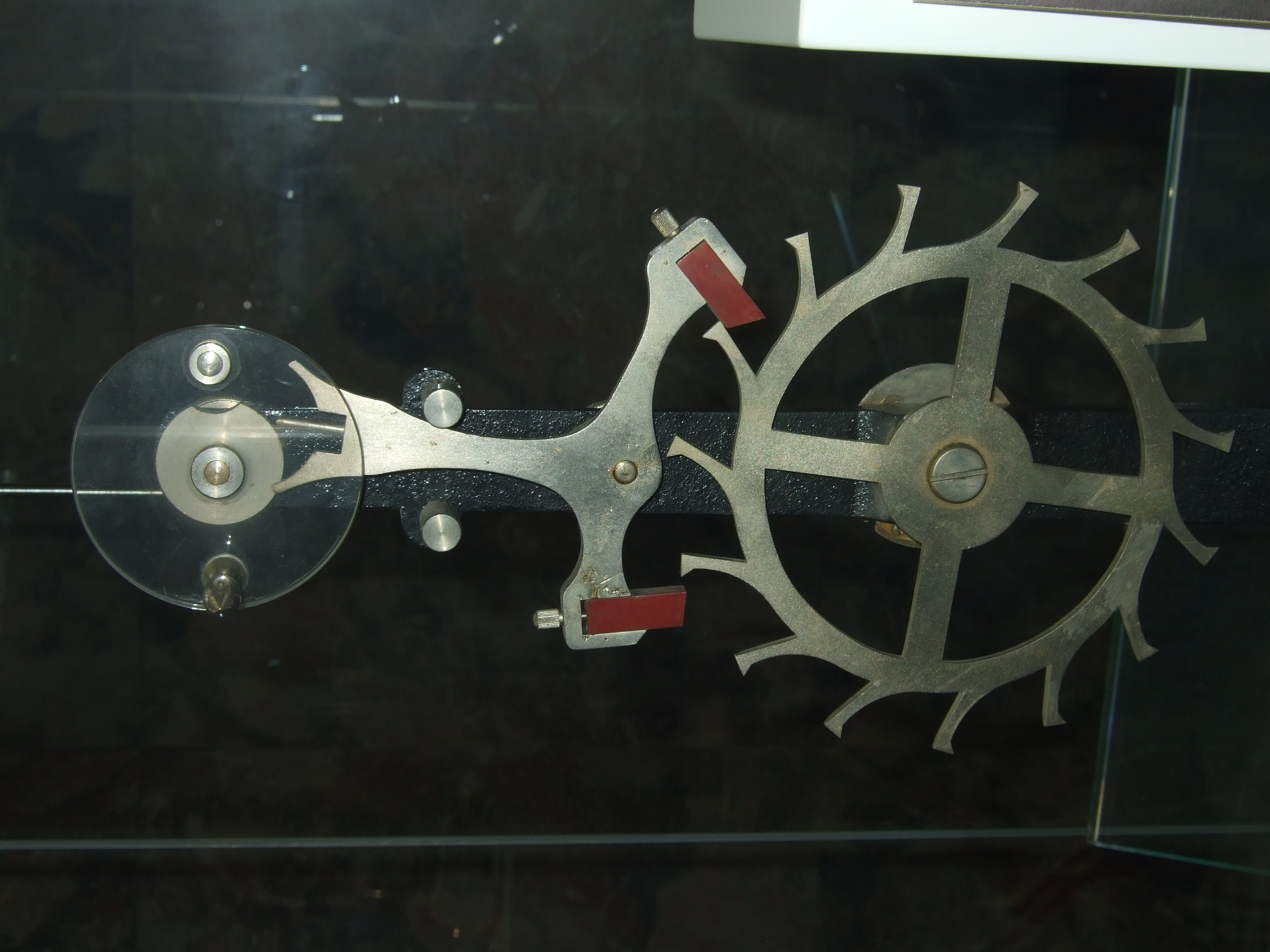
Áncora y rueda del escape

- Rueda del balancín o volante: Extremo derecho en la figura. Es la rueda que vibra oscilando en un sentido y luego en el contrario, y que está conectada a un muelle espiral. Su objetivo es oscilar y sacar de reposo al áncora.

- Regulador: Como los engranajes son fijos, para modificar la precisión del reloj se hace actuando sobre el regulador, que gobierna la longitud de la espiral. Mientras mayor sea su longitud, menor será su frecuencia.[4]

- Espiral: Extremo derecho en la figura. Es un fino alambre, que en uno de sus extremos está sujeto al volante del oscilador y en el otro a una parte fija del reloj. Esta parte fija puede moverse así adelante o hacia atrás levemente para atrasar o adelantar el reloj, según indicaciones grabadas en el calibre.

- Áncora: Es una pieza que normalmente tiene un extremo en el oscilador y el otro en forma de c en contacto con la rueda de escape (E). Su función es evitar que todas la cuerda se pierda en un giro rápido y descontrolado. Con ayuda del regulador, hace pasar un diente del engranaje cada vez que E completa dos alternancias.

- Escape: Es un grupo de piezas formadas por la rueda de escape (E), el áncora y el platillo ubicado al centro del volante. Convierte el movimiento rotatorio en oscilatorio.

- Joyas: Se usan para reducir la fricción y minimizar la energía necesaria para mover las diferentes partes de un reloj. Generalmente están hechas de rubí sintético. Originalmente se usaban piedras naturales, pero solo en los relojes más finos.

- Sistema antichoque: Para proteger los ejes del mecanismo contra los choques que pueda sufrir el reloj, se usan varios sistemas antichoque, como el Incabloc, el Etachoc (ETA) o el Diaschock (Seiko).

## Cojinetes de joyas en los relojes

Cojinete de joya y piedra angular utilizados en el pivote del volante

Cojinete de 'joya perforada' ordinario

Los cojinetes de joya fueron inventados e introducidos en los relojes por Nicolas Fatio de Duillier y por Pierre y Jacob Debaufre alrededor de 1702 para reducir la fricción. No se generalizaron hasta mediados del siglo XIX. Hasta el siglo XX se pulían a partir de diminutos trozos de gemas naturales. En los relojes solían emplearse joyas elaboradas con granates, cuarzo o incluso con cristal, y solo los relojes de alta calidad usaban zafiros o rubíes. En 1902, se inventó un proceso para hacer crecer cristales de zafiro artificiales, lo que hizo que las joyas fueran mucho más baratas. Las joyas de los relojes modernos son todas de zafiro sintético o (normalmente) rubí, hechas de corindón (Al2O3), una de las sustancias más duras conocidas. La única diferencia entre el zafiro y el rubí es que se han añadido diferentes impurezas para cambiar el color, no hay diferencia en sus propiedades como cojinete. La ventaja de utilizar joyas es que su superficie pulida ultradura tiene una fricción menor con el metal. El coeficiente estático de fricción del acero sobre el acero es de 0,58, mientras que la del zafiro sobre acero es de 0,10-0,15.

### Propósitos
Las joyas cumplen dos funciones en un reloj. En primer lugar, una reducción de la fricción puede aumentar la precisión. La fricción en los cojinetes del tren de ruedas y del mecanismo de escape provoca ligeras variaciones en los impulsos aplicados al volante regulador, lo que a su vez genera variaciones en la velocidad de funcionamiento del reloj. La fricción baja y predecible de las superficies de las joyas reduce estas variaciones. En segundo lugar, pueden aumentar la vida útil de los cojinetes. En los cojinetes sin joyas, los pivotes de las ruedas del reloj giran en orificios en las placas que sostienen el movimiento. La fuerza lateral aplicada por el engranaje impulsor provoca más presión y fricción en un lado del orificio. En algunas de las ruedas, el eje giratorio puede desgastar el orificio hasta que tenga forma ovalada, lo que finalmente hace que el engranaje se atasque y detenga el reloj.

### Tipos
En el mecanismo de escape, se utilizan joyas para las partes que funcionan por fricción deslizante:
- Paletas: son las superficies rectangulares en ángulo del áncora que son empujadas por los dientes de la rueda de escape. Son la principal fuente de fricción en el movimiento de un reloj y fueron uno de los primeros sitios en los que se aplicaron joyas.
- Pasador de impulso: el pasador descentrado en un disco en el eje del volante que es empujado por la horquilla de la palanca para mantener el volante en movimiento.

Los cojinetes que se utilizan son de dos tipos diferentes:
- Joyas con orificio: son cojinetes de manguito con forma de rosquilla que se utilizan para sostener el eje de la mayoría de las ruedas.
- Piedras de capuchón o joyas de capuchón: cuando el eje de una rueda está en posición vertical, el hombro del eje se apoya contra el costado de la joya con orificio, lo que aumenta la fricción. Esto hace que la velocidad del reloj cambie cuando está en diferentes posiciones. Por eso, en los cojinetes donde la fricción es crítica, como los pivotes del volante, se añaden tapas planas en cada extremo del eje. Cuando el eje está en posición vertical, su extremo redondeado se apoya contra la superficie de la tapa, lo que reduce la fricción.

### Dónde se utilizan
La cantidad de joyas utilizadas en los movimientos de los relojes aumentó en los últimos desde mediados del siglo XIX, a medida que las joyas se volvieron menos costosas y los relojes más precisos. Los únicos cojinetes que realmente necesitan estar engastados en un reloj son los del tren de ruedas - el reductores de velocidad que transmite la fuerza del resorte motor desde el barrilete al volante regulador - ya que solo ellos están constantemente sometidos a la fuerza del resorte principal. Las ruedas que hacen girar las manecillas (el tren de ruedas) y las ruedas del calendario no están bajo carga, mientras que las que dan cuerda al resorte principal (el tren de ruedas) se utilizan muy raramente, por lo que no se desgastan significativamente. La fricción tiene el mayor efecto en las ruedas que se mueven más rápido, por lo que se benefician más del cojinete de joya. Por lo tanto, el primer mecanismo en engarzarse en los relojes fueron los pivotes del volante, seguidos por el mecanismo de escape. A medida que se añadieron más cojinetes engarzados, se aplicaron a las ruedas de movimiento más lento, y el engarce avanzó por el tren de rodaje hacia el barrilete. Un reloj de 17 rubíes tiene todos los cojinetes desde el volante hasta los cojinetes del pivote de la rueda central engarzados, por lo que se consideraba un reloj "totalmente engarzado". En los relojes de calidad, para minimizar el error de posición, se añadieron piedras de capuchón a los cojinetes de la palanca y de la rueda de escape, lo que suma 21 rubíes. Incluso el eje del barrilete del resorte motor a veces estaba engarzado, lo que sumaba un total de 23 joyas. Cuando se introdujeron los relojes automáticos en la década de 1950, varias ruedas del mecanismo de cuerda automática estaban engarzadas, lo que aumentó el recuento a 25-27.

### 'Inflación de rubíes'
Es dudoso que añadir rubíes además de los enumerados anteriormente sea realmente útil en un reloj. No aumenta la precisión, ya que las únicas ruedas que tienen un efecto sobre el volante, las del tren de ruedas, ya están engastadas. Los Cronómetro marino, los relojes portátiles más precisos, a menudo tienen solo 7 rubíes. El engastado de cojinetes de rueda adicionales tampoco aumenta la vida útil del movimiento; como se mencionó anteriormente, la mayoría de las otras ruedas no se desgastan lo suficiente como para necesitarlos.
Sin embargo, a principios del siglo XX, los movimientos de los relojes se habían estandarizado hasta el punto de que había poca diferencia entre 
Entre sus mecanismos, además de la calidad de la mano de obra, los fabricantes de relojes hicieron del número de rubíes, una de las pocas métricas que diferenciaban los relojes de calidad, un punto publicitario importante, indicándolo de forma destacada en la esfera del reloj. Los consumidores, sin mucho más en qué basarse, aprendieron a asociar más rubíes con mayor calidad en un reloj. Aunque inicialmente esto era una buena medida de calidad, dio a los fabricantes un incentivo para aumentar el número de rubíes.
Alrededor de la década de 1960, esta "locura por las joyas" alcanzó nuevas alturas y los fabricantes fabricaron relojes con 41, 53, 75 o incluso 100 rubíes. La mayoría de estas joyas adicionales eran totalmente inoperantes; nunca entraban en contacto con partes móviles y se incluían solo para aumentar el número de rubíes. Por ejemplo, el reloj Waltham de 100 rubíes consistía en un movimiento normal de 17 rubíes, con 83 pequeñas piezas de rubí montadas alrededor del rotor de cuerda automática.
En 1974, la Organización Internacional de Normalización (ISO), en colaboración con la organización de normas de la industria relojera suiza  Normes de l'Industrie Horlogère Suisse (NIHS), publicó una norma, la ISO 1112, que prohibía a los fabricantes incluir este tipo de joyas no funcionales en el recuento de joyas en la publicidad y la literatura de ventas. Esto puso fin al uso de joyas totalmente no funcionales. Sin embargo, algunos expertos dicen que los fabricantes han seguido inflando el recuento de joyas de sus relojes mediante el "enjoyamiento"; agregando cojinetes con joyas funcionales a ruedas que realmente no los necesitan, explotando las lagunas de la ISO 1112. Entre los ejemplos que se dan se incluyen la adición de piedras de remate a los cojinetes de la tercera y cuarta rueda, el enjoyamiento de cojinetes de rueda de minutos y el ratchet pawls de cuerda automática. Podría decirse que ninguno de estos añadidos aumenta la precisión o la longevidad del reloj.

## Complicaciones
Un reloj mecánico como mínimo presenta la hora, expresada en minutos y horas, y ocasionalmente en segundos. Puede tener fecha día de la semana y día del mes (el llamado fechador). A las funciones añadidas se las llama complicaciones. Existen infinidad de complicaciones. Estas son algunas de ellas:
Un reloj mecánico puede tener las siguientes complicaciones:
- Reloj automático —para eliminar la necesidad de dar cuerda al reloj, este mecanismo da cuerda al resorte principal usando el movimiento natural de la muñeca con un mecanismo con un peso rotatorio.
- Calendario— muestra la fecha, el día de la semana, el mes, el año. relojes de calendario simple no tienen en cuenta el largo de los meses (28, 30 y 31 días), necesitan que el usuario cambie la fecha 5 veces en el año, pero el calendario perpetuo cuenta con esto y considera además años bisiestos.
- Alarma, Una campana que puede ser configurada para sonar.
- Cronógrafo, un reloj con funciones adicionales de parada. Los botones en el dial, detienen y reanudan la marcha de la manecilla de los segundos y las colocan en cero. Por lo general varios sub diales muestran el tiempo que transcurre en unidades mayores.
- Hacking, en los relojes militares, un mecanismo que para la manecilla del segundero mientras el reloj está funcionando. Esto habilita la sincronización de los relojes al segundo. Hoy en día es una característica común.
- Fases de la luna, señala la fase de la luna con la cara de la luna en un disco.
- Indicador de reserva de energía, en algunos relojes automáticos, es un dial que muestra cuanta energía, almacenada en el resorte principal, le queda al reloj, generalmente en términos de horas restantes.
- Repetidor—un reloj que emite campanadas de las horas al presionar o mover un botón. Esta exclusiva complicación fue usada para poder saber la hora en la oscuridad antes de que estos tuvieran iluminación artificial. Solo se encuentra en relojes de lujo extremadamente caros.
- Tourbillon, una cara característica diseñada originalmente para hacer el reloj más preciso, pero ahora solamente es una demostración del virtuosismo de la relojería. En un reloj común la rueda de balance oscila a diferentes tasas, por el sesgo introducido por la gravedad cuando el reloj pasa por diferentes posiciones. En el tourbillon, la rueda de balance se monta en una jaula rotatoria, de tal forma que sufre la misma influencia de la gravedad en todas las direcciones. El mecanismo casi siempre se expone en la parte delantera para mostrarlo.

## Diseño

### Cálculo de engranajes
Antes de calcular es necesario entender que el mecanismo es un tren, que toma un engranaje de pocas revoluciones o giros por unidad de tiempo, en donde se almacena la energía en un resorte principal(B), el cual se aumenta en velocidad por etapas hasta llegar a (E) que gira a muchas revoluciones por unidad de tiempo.
Se supone dos engranajes, la B el barrilete y el piñón c (minúscula). Como el número de dientes del piñón es menor que el de los barriletes, el piñón deberá girar muchas veces para conseguir una sola vuelta de B. Por lo tanto para obtener el número de vueltas que gira el piñón en una vuelta completa de B, se divide el número de dientes del engranaje B por el número de dientes del piñón.
{\displaystyle {\frac {B}{c}}={\text{número de vueltas del piñón c}}}
Tomando la figura como referencia supondremos que B tiene 72 dientes y el piñón tiene 12.
B/c = 72/12 = 6 vueltas del piñón por una del barrilete
En la literatura se encontrará B/c = 6:1
(esto significa que al dar el barrilete una vuelta, si el piñón gira 6 veces entonces el engranaje C de la rueda de minutos también. Son 6 horas)
Como ejemplo se tendría:
B/c = 72/12 = 6
C/t = 80/10 = 8
T/f = 75/10 = 7,5
F/e= 80/8 = 10
Multiplicando 6*8*7,5*10 =3600 el cual representa el número de vueltas que da el escape por una del barrilete. En otras palabras con este diseño cuando el barrilete gire lentamente una vuelta completa el engranaje E de los segundos habrá girado 3600 veces.
Olvidándose del barrilete y dejándolo fuera como si no existiera tendríamos 8*7,5*10 = 600 indicaría que el escape gira 600 veces por una vuelta de C de los minutos. C en 60 minutos debería completar una vuelta, entonces en una hora el engranaje E gira 600 veces.
Como todos los cálculos se refieren a la rueda centro se establecen las siguientes fórmulas, volvemos a imaginar que el barrilete no está presente:
{\displaystyle {\frac {CTF}{tfe}}={\frac {80\times 75\times 80}{10\times 10\times 8}}=600{\text{ vueltas de la rueda de escape}}}
La cuarta rueda en todos o casi todos los relojes se diseña para registrar los segundos. Ahora imaginamos que la rueda E de escape no está presente. Por lo anterior la cuarta rueda F de los segundos debe dar 60 vueltas por una de la rueda del centro:
{\displaystyle {\frac {CT}{tf}}={\frac {80\times 75}{10\times 10}}=60{\text{ vueltas de la cuarta rueda}}}
Por lo tanto la regla general es en un tren de engranajes multiplicar todos los números de dientes y dividirlos por el número de dientes de los piñones. El resultado será el número de giros de la última rueda por un giro de la primera

### Cálculo de las alternancias
Una alternancia es un movimiento del ancora hacia un lado. Dos alternancias hacia un lado y hacia el contrario permiten que se mueva un diente de la rueda de escape E. Luego para calcular el número de alternancias por hora A/h se usa la siguiente fórmula:
{\displaystyle {\text{ alternancias por hora}}={\frac {CTF2E}{tfe}}}
Ejemplo cálculo de alternancias:
{\displaystyle {\frac {80\times 75\times 80\times 2\times 15}{10\times 10\times 8}}=18000{\text{ A/h}}}
Ejemplos de alternancias típicas son 18000 A/h por el año 1944. Antes de esa fecha se utilizaban 16200 A/h y 14400 A/h. Actualmente en el 2023 se usa 28800 A/h con los materiales y técnicas actuales. Donde E es el número de dientes de la rueda de escape por ejemplo 15. Una razón debida a que se empezó a utilizar mayores alternancias es que las de 18000 tenían problemas de bloqueo, es decir la oscilación se detenía. Alternancias mayores requieren un resorte de la rueda de balance más fuerte y con la inercia generada por el movimiento rápido hizo que los relojes de pulsera con alternancias más rápidas se impusieran.
Con la fórmula anterior y despejando la ecuación es posible calcular el número de dientes que debería tener una rueda en caso de que esta falte o este dañada.

### Cálculo del número de horas de funcionamiento
Obviamente debemos saber el número de engranajes del barrilete B y del piñón de la rueda de minutos c.
{\displaystyle {\frac {B}{c}}={\text{ número de giros de la rueda centro por una realizada por el barrilete}}}
Por ejemplo:
{\displaystyle {\frac {84}{12}}=7}
Como da 7 vueltas y se sabe que una vuelta de la rueda de los minutos es una hora. Entonces el barrilete da un giro completo en 7 horas. Experimentalmente toma unos 5,5 giros enrollar completamente el resorte con la perilla. Entonces el número de horas que funcionara el reloj con esa cuerda completa será 7 por 5,5 aprox. 38,5 horas.